# Cantón de Saint-Tropez
El cantón de Saint-Tropez era una división administrativa francesa, que estaba situada en el departamento de Var y la región de Provenza-Alpes-Costa Azul.

## Composición
El cantón estaba formado por siete comunas:
- Cavalaire-sur-Mer
- Gassin
- La Croix-Valmer
- La Môle
- Ramatuelle
- Rayol-Canadel-sur-Mer
- Saint-Tropez

## Supresión del cantón de Saint-Tropez
En aplicación del Decreto nº 2014-270 de 27 de febrero de 2014, el cantón de Saint-Tropez fue suprimido el 22 de marzo de 2015 y sus 7 comunas pasaron a formar parte; seis del nuevo cantón de Sainte-Maxime y una del nuevo cantón de La Crau.